# Christian Califano
Christian Pascal Jean Califano (Tolone, 16 maggio 1972) è un ex rugbista a 15 francese, pilone della Francia in due edizioni della Coppa del Mondo, sei volte campione nazionale e una volta campione d’Europa con il Tolosa.

## Biografia
Cresciuto rugbisticamente nel Tolone, club della sua città natale, spese pochi mesi nel Berry (Bourges) prima di passare al Tolosa, squadra nella quale militò 10 stagioni e alla quale sono legate tutte le sue vittorie di club (6 campionati francesi, una coppa di Francia e una Heineken Cup).
Esordì in Nazionale nel 1994 in un test di metà anno, durante il tour francese contro la Nuova Zelanda; prese parte a tutti i tornei del Cinque e Sei Nazioni dal 1995 al 2001 e, successivamente, a quello del 2003; vanta anche 8 incontri in Coppa del Mondo, cinque dei quali in quella del 1995 in Sudafrica (terzo posto finale) e tre in quella del 1999 in Galles (finale, poi persa contro l'Australia).
Nel 2002 ebbe una breve esperienza in Nuova Zelanda nei Blues in Super 12, poi, tornato in Europa, fu ingaggiato dai londinesi Saracens; per problemi familiari dovette tornare in Francia e, dal 2003 al 2006, militò nell'Agen.
Il suo ultimo biennio di carriera fu di nuovo in Inghilterra, al Gloucester.
Ha disputato la sua ultima partita il 14 marzo 2008 contro il Sale Sharks in Guinness Premiership, e si è ufficialmente ritirato al termine della stagione 2007/08.
Attualmente collabora a una rubrica televisiva settimanale di rugby dagli schermi di L'Équipe TV, emittente del gruppo editoriale dell'omonimo quotidiano sportivo francese.

## Palmarès
- Campionati francesi: 6
Tolosa: 1993-94, 1994-95, 1995-96, 1996-97, 1998-99, 2000-01
- Coppe di Francia: 1
Tolosa: 1997-98
- Heineken Cup: 1
Tolosa: 1995-96.